# IAR-814
IAR-814 (též jako MR-2) byl rumunský dvoumotorový cvičný letoun postavený na počátku 50. let, první dvoumotorový letoun zcela navržený a vyrobený v Rumunsku. První let se uskutečnil v roce 1953.

## Vznik a vývoj
IAR (Státní letecká továrna) byla založena již v roce 1925 - asi dva roky po druhé předválečné letecké společnosti SET (Fabrica de Avione SET) z Bukurešti. Obě společnosti vyráběly letouny původní konstrukce; cvičné (civilní i vojenské), stíhací dvouplošníky a jednoplošníky. IAR 814 původně navržený v roce 1951 ing. Radu Manicatidem (označení sériových letadel podle iniciál Manicatide Radu) a doladěný konstrukčním týmem Uzinele de Reparații Material Volant-3 (URMV-3) ve společnosti Industria Aeronautică Română byl třímístný dolnoplošník smíšené konstrukce, primárně určený jako cvičný, ale mohl sloužit i jako ambulance nebo jako lehký dopravní letoun.

## Popis letounu
Jednalo se o konzolový dolnoplošník smíšené konstrukce, poháněný dvěma motory Walter Minor 6-III o výkonu 160 k. Byl určen pro výcvik pilotů, dále pro použití jako lehký sanitní a transportní letoun. Letoun byl vybaven i přístroji pro létání bez vidu a vysílačkami. Hlavní kola podvozku ocasních kol se zasunula do zadní části motorových gondol. Dva prototypy IAR-813 a 8 sériových letadel MR-2bylo registrováno jako YR-MRA až YR-MRJ.

## Provoz
Letoun typu IAR-814 vytvořil v roce 1961 sérii rekordních letů. Ve dnech 14.-15. října 1961 mistr sportu Octavian Bacanu a druhý pilot Vladimir Viscum vytvořili nový světový rekord na vzdálenost pro letoun třídy C-1d (současná třída FAI v IAR-814, když letěli po uzavřeném okruhu Băneasa – letiště Alexeni – Strejnic – Băneasa bez přistání 4462,87 kilometrů při průměrné rychlosti 216 km/h. Let trval 20 hodin 41 minut. Letoun MR-2 (YR-MRE) ve službách Aviasanu havaroval v květnu 1971 nad Karpaty poblíž Targu Mures.

## Specifikace
Údaje dle zdroje

### Technické údaje
- Osádka: 3
- Rozpětí: 14,0 m
- Délka: 11,05 m
- Výška: 2,92 m
- Plocha křídla (nosná plocha): 28 m²
- Hmotnost prázdného letadla: 1400 kg
- Vzletová hmotnost: 2030 kg
- Pohonná jednotka: 2 x Walter Minor 6-III, 6válcový invertní vzduchem chlazený řadový pístový motor
- Výkon: 118 kW (160 k) při 2300 ot/min
- Vrtule: 2listá vrtule s proměnným stoupáním

### Výkony
- Maximální rychlost: 272 km/h
- Cestovní rychlost: 230 km/h
- Min. rychlost letu (přistávací rychlost): 85 km/h
- Dostup: 5 600 m
- Dolet: 950 km

### Související stránky
- Industria Aeronautică Română
- Walter Minor 6